# Nepeta pungens
Nepeta pungens là một loài thực vật có hoa trong họ Hoa môi. Loài này được (Bunge) Benth. mô tả khoa học đầu tiên năm 1834.